# Michael Kopzog
Michael Kopzog (* 28. Juni 1960 in Gelsenkirchen) ist ein ehemaliger deutscher Boxer.

## Boxkarriere
Michael Kopzog trainierte im Box-Club Gelsenkirchen-Erle 1949 und wurde von Fritz Wein trainiert. Er wurde 1977 und 1978 Deutscher Juniorenmeister, gewann im April 1978 Gold im Leichtgewicht beim Gazeta Pomorska Tournament in Polen und im Juni 1978 Silber im Leichtgewicht bei der Junioren-Europameisterschaft in Irland, als er erst im Finale gegen den späteren Olympiasieger Patrizio Oliva unterlegen war. Im April 1979 gewann er noch Gold im Halbweltergewicht beim Schwerin Junior Tournament.
Bei den Erwachsenen wurde er 1979 und 1980 Deutscher Meister im Halbweltergewicht, sowie 1982 Deutscher Meister im Weltergewicht. Im April 1980 gewann er Bronze im Halbweltergewicht beim Grand Prix Tournament in der Tschechoslowakei. Ab 1981 boxte er in der 1. Bundesliga.
Bei der Europameisterschaft 1981 in Tampere schied er im Viertelfinale des Weltergewichts gegen Karl-Heinz Krüger aus und unterlag im Halbweltergewichts-Achtelfinale der Weltmeisterschaft 1982 in München gegen Joni Nyman.
Da er in den Olympiakader für die Olympischen Sommerspiele 1980 in Moskau einberufen wurde, welche jedoch später boykottiert wurden, wurde er 1979 zu Gelsenkirchens Sportler des Jahres gewählt.
Von Juni 1990 bis März 1994 bestritt er neun Profikämpfe in Deutschland und den Niederlanden, von denen er fünf gewann, bei einem Unentschieden und drei Niederlagen. Am 28. Juni 1991 war er beim Kampf um den Deutschen Meistertitel (BDB) im Mittelgewicht gegen Patrick Pipa unterlegen.
Seit 2020 lebt er in einer Demenz-WG.